# Борислав Богдановић (сликар)
Борислав Богдановић (Рума, 3. април 1899 — Скотсдејл, 29. новембар 1970) био је српски и амерички сликар и пијаниста.

## Биографија
Основну школу је завршио у Руми, а гимназију је похађао у Земуну, где је започео музичко образовање. Сликарство је почео да студира у Загребу 1916. године код проф. Љубе Бабића, потом код проф. Томислава Кризмана. Између 1919. и 1922. студирао је музику на Конзерваторијуму у Прагу.
Од 1922. до 1929. живео је и сликао у Руми, а између 1929. и 1938. у Загребу када се оженио Хермом Робинсон којој је давао часове клавира. У САД одлазе марта 1939. Те године, у јулу месецу у Кингстону, Њујорк, рађа им се син Питер Богданович, (енгл. Peter Bogdanovich), славни амерички режисер. Од 1940. до 1966. живи и ради у Њујорку. Године 1966. преселио се у Скотсдејл, (енгл. Scottsdale), Аризона где је умро 1970. од последица пада са скеле док је радио зидну композицију „Лов на буфале“.
Прву изложбу је имао 1924. године у Београду на „Изложби београдских сликара и вајара“. Једину самосталну изложбу у земљи одржао је у Загребу 1937 — 1938. Учествовао је на бројним колективним изложбама у земљи и Америци.
Од 1931. до 1934. држао је „Слободну сликарску школу“ у Загребу.
У Загребу је од 1934. био члан уметничке групе „Загребачки ликовни умјетници“, а док је живео Београду био је члан „Дванаесторице“ са којима је излагао 1937. и 1938. године. У Америци је био члан „Artist-s Equity Association“ и „The Scottsdale Fine Art Commisiom“.

## Сликарство
Главни елементи :боја, светлост, материја који су били карактеристични за четврту деценију нашег сликарства могу се идентификовати и у радовима Борислав Богдановића.
Загребачки период од 1929. формира га као најпре као цртача а потом као сликара особеног тонског поступка које по доласку у Београд постепено напушта и приклања се чистом, живом колоризму. Његово мајсторско третирање сликарске материје посебно се истиче у критци оног времена. Светлост у боји била је главна ликовна садржина његових слика с краја четврте деценије. Поређен је са припадницима „париске сликарске школе“ иако је кратко боравио у Паризу 1938. године. Дух француског модерног сликартсва потпуно је преплавио његове сликарске радове и дефинитивно обележио његов стваралачки рукопис.
У основи његових омиљених мотива: мртве природе, цвеће и воће, ентеријери, баште, пејзажи, актови, фигуре и портрети, стоји изразити цртачки таленат који попут својеврсне, чврсте конструкције стоји као врло видна подлога у његовим сликама. Он је заправо био рођени цртач што су уочили и нагласили многи критичари.
Доласком у Њујорк брзо га прихватају галеристи. Најпре Немац Ниредорф га позива на колективну изложбу „Улога боје у модерној уметности“ (на којој излаже са Мироом, Клеом, Макеом и другима) 1940. године, и тада га први пут запажа америчка критика. Затим Холанђанин Карл Лилиенфел који тада држи једну од најпознатијих галерија у Њујорку у којој 1941. године Богдановић излаже са Шагалом, Вламенком, Дереном, Дифием итд. Уз подршку галериста и критике Богдановић почиње да ствара значајну репутацију међу колекционарима у новој средини.
Од 1966. живи у Аризони. Тада у теме уноси живот америчких Индијанаца и пределе у којима они живе. Тих година слика своје последње циклусе из тзв. „индијанске фазе“ са монументалним композицијама.
Иако се током тридесетогодишњег боравка у Америци Богдановићево сликаство унеколико мењало, у основи, оно је остало блиско европском поетском и колористичком интимизму, што би била и најтачнија естетичка категорина која се може приписати његовом укупном сликарском опусу.

## Самосталне изложбе
- 1937 — 1938. Салон Улрих, Загреб
- 1942 Lilienfeld Galleries, New York
- 1948 Van Diemen Galleries, New York
- 1952 Van Diemen - Lilienfeld Galleries, New York
- 1958 Hammer Galleries, New York
- 1959 French and Company Gallery, New York
- 1966 Stable Gallery, Scottsdale
- 1969 Stagebrush Theater, Scottsdale

Постхумне
- 1972. Ретроспективна изложба, Civic Library, Scottsdale
- 1975. Борислав Богдановић 1899-1970, ретроспективна изложба, Музеј савремене уметности, Београд